# Inabata Katsutarō

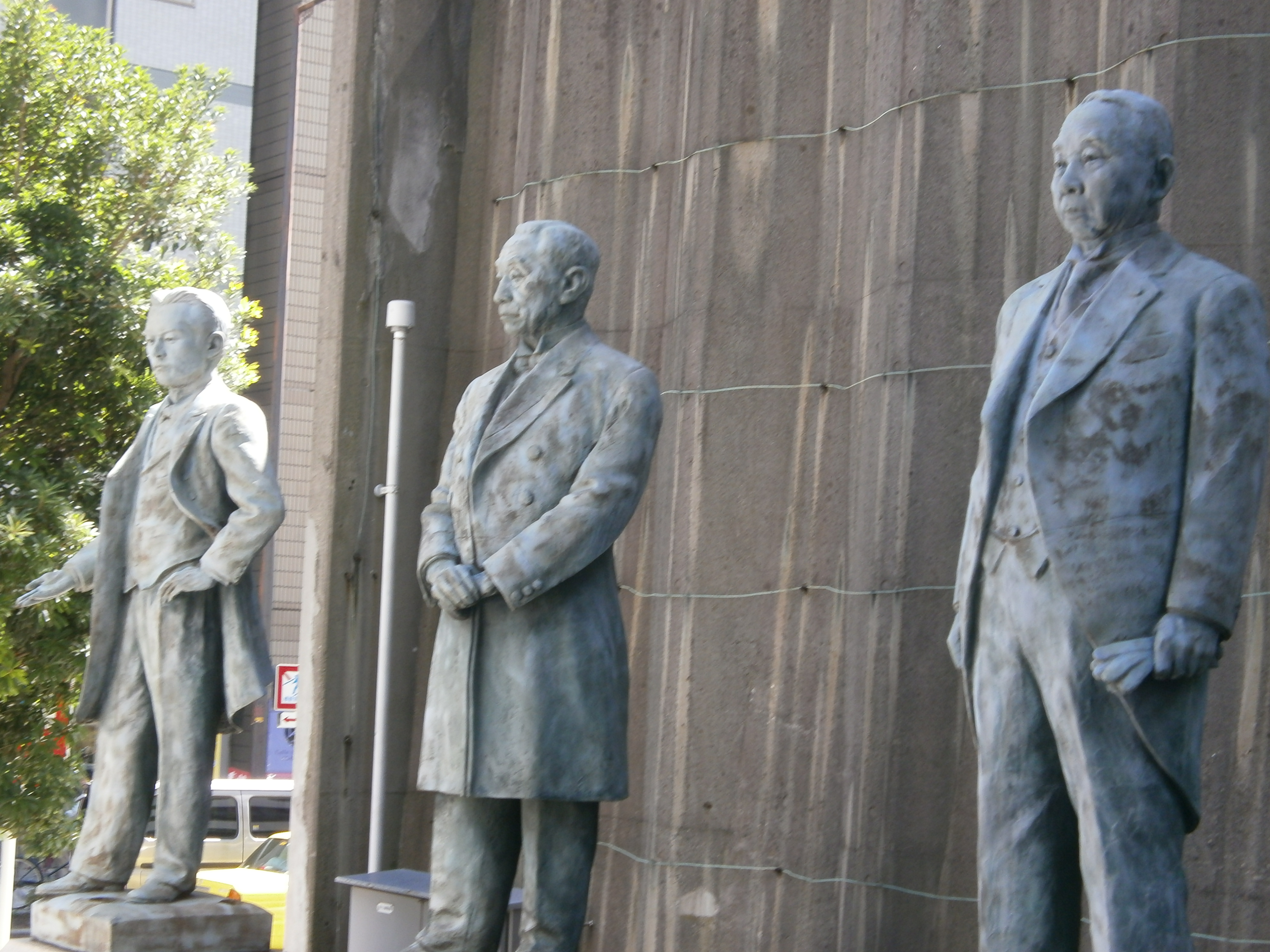
A droite, statue de Katsutaro Inabata

Inabata Katsutarō est un nom japonais traditionnel ; le nom de famille (ou le nom d'école), Inabata, précède donc le prénom (ou le nom d'artiste).
Inabata Katsutarō (稲畑勝太郎), (30 octobre 1862 – 29 mars 1949), est un industriel et pionnier du cinéma japonais.

## Carrière
Né à Kyoto dans une famille propriétaire d'un vieux magasin de wagashi, Inabata fréquente la Kyoto-fu Shihan Gakkō (actuelle Université d'éducation de Kyoto). En 1877 grâce à son professeur Léon Dury, il obtient une bourse pour aller en France et étudier à l'école technique La Martinière de Lyon,. Un de ses camarades de classe est Auguste Lumière qui sera, avec son frère Louis, l'inventeur du cinématographe,. Inabata apprend le tissage et la technique de la teinture pendant huit ans, il étudie ensuite la chimie appliquée à l'Université de Lyon. Il retourne au Japon en 1885 et, après avoir enseigné aux autres ce qu'il a appris, crée sa propre entreprise, l'Inabata Senryōten (plus tard Inabata & Co., Ltd.), en 1890,. Il déménage sa société à Osaka et concentre son activité sur la teinture des uniformes militaires. Il met au point une teinture de couleur kaki spécialement pour les uniformes de l'armée japonaise et devient ainsi un des grands industriels du Japon à cette époque.
Inabata est le dixième président de la chambre de commerce et d'industrie d'Osaka (CCIO) de 1922 à 1934 et membre de la Chambre des pairs. Une statue de bronze le représentant se tient toujours devant la CCIO. Inabata contribue également en 1926 à la fondation de l'Institut Franco-Japonais du Kansai (à présent l’Institut français du Japon) . En tant que délégué du ministère de l'agriculture et du commerce du Japon, il est impliqué dans le développement des relations entre le Japon et l'Europe.

## Cinéma
Quand Inabata revient en France en 1896, il rencontre de nouveau Auguste Lumière qui lui montre l'appareil cinématographique. Avec un accord qui lui permet de toucher 60% des recettes des projections, Inabata rentre au Japon avec un cinématographe, cinquante bobines de film et Girel François-Constant, un opérateur Lumière. Ils organisent alors la « première présentation payante de ce qui s'appelle alors jido shashin [« Images mouvantes »] »  au théâtre Nanchi Enbujo à Osaka le 15 février 1897. Le kinétoscope de Thomas Edison a été présenté à Kobe l'année précédente, mais ce n'est pas un dispositif de projection d'images animées, de sorte que la projection d'Inabata est considérée comme le « premier programme de films projetés » du Japon,. Étant donné que le cinématographe peut aussi bien projeter et prendre des photos de mouvements, Inabata est également le premier Japonais à être impliqué dans le tournage de films, dont quelques-uns le représentent avec sa famille. Il trouve cependant l'industrie du cinéma de mauvais goût et vend bientôt son entreprise à Einosuke Yokota, qui sera plus tard le fondateur de la Yokota Shōkai, une des premières sociétés de production cinématographique japonaises.

## Distinctions
Il est institué Grand officier de la Légion d'honneur.